# Рбона
Рбона (груз. რბონა) — село в Грузии. Находится в Хашурском муниципалитете края Шида-Картли. Высота над уровнем моря составляет 735 метров. Население — 5 человек (2014).